# Grigorij Riezanow
Grigorij Fiodorowicz Riezanow (ros. Григо́рий Фёдорович Реза́нов, 1905–1978) – radziecki dyplomata.

## Życiorys
Należał do WKP(b), od 1939 pracował w Ludowym Komisariacie Spraw Zagranicznych (NKID) ZSRR, 1939-1941 kierował Wydziałem I Dalekowschodnim NKID ZSRR, 1941-1943 był radcą Ambasady ZSRR w Chinach. Od 21 października 1943 do 3 maja 1948 był ambasadorem nadzwyczajnym i pełnomocnym ZSRR w Kolumbii, od kwietnia 1948 do listopada 1950 zastępcą kierownika Wydziału Państw Ameryki Łacińskiej Ministerstwa Spraw Zagranicznych (MID) ZSRR, a od 25 listopada 1950 do 10 listopada 1956 ambasadorem nadzwyczajnym i pełnomocnym ZSRR w Argentynie. W latach 1957–1958 był ekspertem-konsultantem Komisji ds. Wydawania Dokumentów Dyplomatycznych MID ZSRR, a 1958-1969 zastępcą szefa Zarządu Konsularnego MID ZSRR, następnie został zwolniony ze służby dyplomatycznej.